# 7437 Торрічеллі
7437 Торрічеллі (7437 Torricelli) — астероїд головного поясу, відкритий 12 березня 1994 року.
Тіссеранів параметр щодо Юпітера — 3,547.
Названо на честь італійського фізика Торрічеллі (1608—1647).